# Vincenzo Scramuzza
Vincenzo M. Scramuzza (Contessa Entellina, 1886 – New Orleans, 3 dicembre 1956) è stato uno storico statunitense.

## Biografia
Scramuzza nacque, probabilmente nel 1886, a Contessa Entellina, in Sicilia. Dopo aver compiuto i primi studi nella regione natale, emigrò nel 1907 a New Orleans dove si erano, già da qualche anno, trasferiti i suoi genitori. Nel 1924 conseguì il Master in Storia presso la Louisiana State University e nel 1929 il dottorato presso la Harvard University con una tesi sull'imperatore Claudio che vinse il premio Toppan come miglior tesi dell'anno. Insegnò storia presso l'Università di Harvard, presso il Wellesley College e presso lo Smith College.
Scramuzza si occupò soprattutto di storia antica, romana e greca, ma non trascurò altri settori, come la storia coloniale americana e la storia della Chiesa. Le sue più importanti pubblicazioni furono una sezione dell'opera Economic survey of the Roman Empire di T. Frank intitolata Roman Sicily e soprattutto il fondamentale volume sull'imperatore Claudio derivato dalla rielaborazione della tesi di dottorato.
Morì all'età di 70 anni a New Orleans.

## Opere
- "The Emperor Claudius". Harvard University Press, Cambridge, 1940